# Betty Förster
Betty Förster (* 1988 in Berlin) ist eine deutsche Theaterschauspielerin, Hörspielsprecherin und Synchronsprecherin.

## Leben
Förster absolvierte von 2009 bis 2012 ein Schauspielstudium an der Hamburg School of Entertainment (HSE). Parallel spielte sie bereits größere Theater- und Musicalrollen, u. a. im Musical Sister Hits Act und im Theaterstück Der Diener zweier Herren.
Seit 2016 ist sie regelmäßig als Synchronsprecherin tätig.

## Sprechrollen (Auswahl)

### Filme
- 2016: Good Kids für Stephanie Fantauzzi (als Zelda)
- 2017: Lady Bird für Georgia Leva (als Amanda)
- 2017: Once Upon a Time in Venice für Emily Robinson (als Taylor)
- 2017: Thor: Tag der Entscheidung für Charlotte Nicdao (als Lady Sif-Schauspielerin)
- 2017: Vengeance – Pfad der Vergeltung  für Kaleigh Rivera (als Leila)
- 2018: Eighth Grade für Emily Robinson (als Olivia)
- 2018: The Package für Geraldine Viswanathan (als Becky Abelar)
- 2018: The Tale – Die Erinnerung für Madison David (als Iris (jung))
- 2018: The Watcher – Willkommen im Motor Way Motel für Kimmy Jimenez (als Becky)
- 2019: Avengers: Endgame für Joy McAvoy (als Asgard Maid)
- 2019: Booksmart für Stephanie Styles (als Alison)
- 2019: Once Upon a Time in Hollywood für Breanna Wing (als Hippie-Tramperin Cheyenne)
- 2020: Cats & Dogs 3 – Pfoten vereint! für Melissa Rauch (als Gwen)
- 2020: Emma für Isis Hainsworth (als Elizabeth Martin)
- 2020: Frühling in Paris für Rebecca Marder (als Marie)
- 2020: Die Misswahl – Der Beginn einer Revolution für Ria Zmitrowicz (als Mair)
- 2021: Fear Street – Teil 1: 1994 für Elizabeth Scopel (als Sarah Fier)
- 2021: Fear Street – Teil 3: 1666 für Elizabeth Scopel (als Sarah Fier)
- 2021: Injustice für Gillian Jacobs (als Harley Quinn)
- 2022: Fresh für Charlotte Le Bon (als Ann)
- 2022: Über mir der Himmel für Grace Kaufman (als Lennon 'Lennie' Walker)
- 2022: A Perfect Pairing für Natalie Abbott (als Kylie)
- 2023: You People für Emily G. Miller (als Claudia)

### Serien
- 2021: Dive Club für Aubri Ibrag (als Anna)
- 2021–2023: Shadow and Bone – Legenden der Grisha für Amita Suman (als Inej Ghafa)
- 2022: Navy CIS für Miki Ishikawa (als Molly Stoll)
- 2022: Navy CIS: L.A. für Carolyn Grundman (als Sofia Addison)
- 2023:  Lockwood & Co. für Lily Newmark (als Norrie White)